# Parothria
Parothria là một chi bướm đêm thuộc họ Noctuidae.

## Loài
- Parothria ecuadorina Westwood, 1877